# Matt Scott (basket-ball)
Pour les articles homonymes, voir Scott.
Matt Scott, né le 27 mars 1985 à Détroit, est un joueur américain de basket-ball en fauteuil roulant, classé 3.5 point player . 
Il est membre de l'équipe des États-Unis de basket-ball en fauteuil roulant, avec laquelle il a remporté un titre de champion paralympique en 2016. 